# زهرود
زهرود، روستایی از توابع بخش ماهان شهرستان کرمان در استان کرمان ایران است.

## جمعیت
این روستا در دهستان ماهان قرار دارد و براساس سرشماری مرکز آمار ایران در سال ۱۳۸۵، جمعیت آن زیر سه خانوار بوده‌است.